# Pavľany
Pavľany (allemand : Sankt Paul in der Zips) est un village de Slovaquie situé dans la région de Prešov.

## Histoire
Première mention écrite du village en 1245.

## Démographie

### Évolution de la population
| Année:               | 1994. | 2004.    | 2014.    | 2024.    |
| -------------------- | ----- | -------- | -------- | -------- |
| Nombre de personnes: | 118   | 81       | 53       | 43       |
| Différence:          |       | -31,35 % | -34,56 % | -18,86 % |

| Année:               | 2023. | 2024. |
| -------------------- | ----- | ----- |
| Nombre de personnes: | 43    | 43    |
| Différence:          |       | +0 %  |